# Lars Kvant
Lars Göran Viktor Kvant (* 27. März 1955 in Malmö; † 14. Januar 2025) war ein schwedischer Squashspieler.

## Karriere
Lars Kvant war in den 1970er- und 1980er-Jahren als Squashspieler aktiv und erreichte im März 1982 mit Rang zwölf seine höchste Platzierung in der Weltrangliste.
Mit der schwedischen Nationalmannschaft nahm er 1976, 1977, 1979, 1981 und 1983 an der Weltmeisterschaft teil. Bei Europameisterschaften wurde er mit der Nationalmannschaft 1980 und 1983 Europameister. Von 1981 bis 1983 stand Lars Kvant dreimal in Folge im Hauptfeld der Einzelweltmeisterschaft. Sein bestes Abschneiden war dabei das Erreichen des Achtelfinals 1981 und 1982. Zwischen 1977 und 1982 wurde er fünfmal schwedischer Landesmeister.

## Erfolge
- Europameister mit der Mannschaft: 1980, 1983
- Schwedischer Meister: 5 Titel (1977–1980, 1982)